# Boa Esperança (Cuiabá)
Boa Esperança é um bairro da capital Mato-Grossense, com um perfil domiciliar, possui um total de aproximadamente de 5.964 pessoas, sendo 1% de toda Cuiabá, ocupa uma área de 176,41 ha, possuindo assim uma densidade populacional perto de 30 hab/ha e tendo perto de 3 pessoas por domicílio, a maioria da população reside em casas, apenas 240 pessoas moram em apartamentos. O bairro se situa entre a Av. Fernando Correia e a Av. Jornalista Arquimedes Pereira Lima.
No bairro também fica localizado a Escola Estadual Francisco Alexandre Ferreira Mendes. A população também pode usufruir de diversas áreas de lazer como, praças, quadras, lugares para caminhada, feiras livres, etc.

## História
O bairro é datando do fim da década de 1960, e surgiu a partir de loteamentos criado pelo pioneiro Edgar Vieira, que hoje é homenageado com o nome da avenida principal.

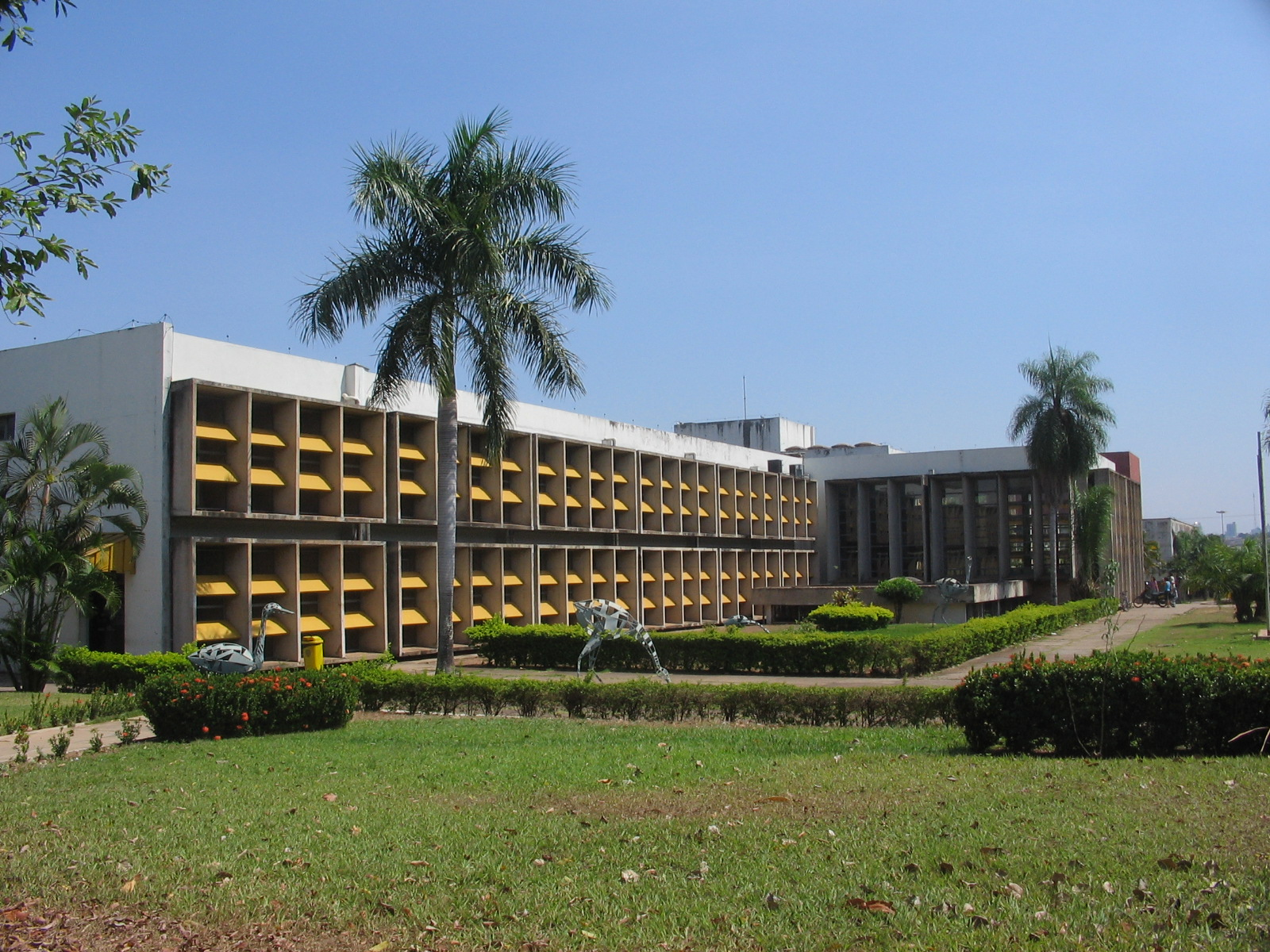
Visão da Universidade Federal de Mato Grosso, fundada em 10 de dezembro de 1970.